# Гельбах
Гельбах (нем. Gelbach) — река в Германии, протекает по земле Рейнланд-Пфальц. Правый приток реки Лан.
Гельбах протекает в южном Вестервальде. Образуется слиянием ручьёв Аубах и Штатбах в городе Монтабаур. Течёт на юг. Впадает в Лан в коммуне Обернхоф.
Длина реки составляет 39,7 км (с Аубахом), площадь водосборного бассейна — 221,2 км². Средний расход воды в устье составляет 2,46 м³/с. Высота истока составляет 210 м, высота устья — 90 м.